# Missing (film, 1982)
Pour les articles homonymes, voir Missing et Porté disparu.
Pour plus de détails, voir Fiche technique et Distribution.
Missing, ou Porté disparu, est un film nord-américain de thriller politique biographique réalisé par Costa-Gavras, sorti en 1982.
Le scénario est adapté du roman homonyme de Thomas Hauser, lui-même inspiré de l'histoire vraie d'un journaliste américain, Charles Horman (en). Horman a effectivement disparu lors du coup d'État du 11 septembre 1973, mené par le général Augusto Pinochet, qui renverse le gouvernement du président chilien Salvador Allende.
Le film est présenté au festival de Cannes 1982, où il est récompensé par la Palme d'or et le Prix d'interprétation masculine pour Jack Lemmon.

## Synopsis
Charles Horman, dit  « Charlie » (John Shea), et son épouse Beth (Sissy Spacek) sont deux jeunes Américains, qui mènent une vie quelque peu bohème, installés dans un quartier populaire à Santiago du Chili. Avec leurs amis, ils sont proches des milieux libéraux et de la gauche locale, sans être toutefois des militants. 
Un jour, Charlie part avec une amie journaliste, Terry Simon, pour Viña del Mar, une ville qu'elle voulait visiter. En raison d'une grève des transports, ils se retrouvent bloqués une quinzaine de jours dans la ville. Charlie constate alors que son hôtel est rempli de militaires et de « techniciens » américains, qui se montrent d'ailleurs très cordiaux avec eux. C'est pendant ce séjour qu'est déclenché le coup d'État militaire de 1973, qui renverse le gouvernement. Les deux amis peuvent toutefois regagner la capitale sans encombre, grâce à Ray Tower (Charles Cioffi), un énigmatique attaché de l'ambassade américaine, rencontré sur place. 
Arrivé à Santiago, Charlie est choqué par l'ampleur de la répression en cours. Il retrouve son épouse, Beth, qui le supplie de rentrer au plus vite aux États-Unis. Mais Charles est persuadé que leur citoyenneté américaine les protégera envers et contre tout. Un soir, Beth est surprise par le couvre-feu et est contrainte de passer la nuit dehors. De retour chez elle au petit matin, elle ne peut que constater la disparition de son mari. 
Beth enquête alors de tous les côtés pour retrouver son époux, en vain. Elle prend contact avec Ed (Jack Lemmon), son beau-père. Celui-ci la rejoint pour l'aider. Leurs retrouvailles se déroulent froidement. En effet, Ed, un homme d'affaires plutôt conservateur, membre de la Science chrétienne, désapprouve au plus haut point la façon de vivre de son fils. La collaboration entre lui et Beth se déroule elle aussi de manière tendue, car Ed accorde toute sa confiance aux représentants diplomatiques des États-Unis. Mais peu à peu, il va devoir à son tour se rendre à l'évidence : les autorités américaines et leurs représentants au Chili cherchent plus à brouiller les pistes qu'à l'aider à retrouver son fils. Il comprend que, malgré ses dénégations, le gouvernement américain est non seulement complice du coup d'État, mais qu'il lui a aussi apporté un important soutien technico-militaire. 
Après bien des recherches, Ed est contacté par un membre de la Fondation Ford, qui lui révèle savoir de source sûre que Charles a été exécuté au cours de la première semaine qui a suivi le coup d'État. Lors d'une dernière entrevue avec les représentants américains, ceux-ci déclarent à Ed que leur première mission est de protéger les intérêts américains, et que ceux-ci sont d'abord ceux des 2 700 entreprises américaines installées dans le pays. Selon eux, la mort de Charles est certes regrettable, mais elle n'est que la conséquence de son comportement de « fouineur » dans un contexte politique particulièrement tendu.

## Fiche technique
- Titres original : Missing
- Titre français : Missing ou Porté disparu (titre secondaire)
- Titre québécois : Porté disparu
- Réalisation : Costa-Gavras
- Scénario : Costa-Gavras et Donald E. Stewart, d'après le livre Missing de Thomas Hauser
- Musique : Vangelis
- Photographie : Ricardo Aronovich
- Montage : Françoise Bonnot
- Décors : Peter Jamison
- Son : Daniel Brisseau
- Production : Edward Lewis
- Sociétés de production : PolyGram Filmed Entertainment, Universal Pictures
- Société de distribution : Universal Pictures (États-Unis), Splendor Films (France)
- Pays de production :  États-Unis
- Langues originales : anglais et espagnol
- Format : couleurs (Technicolor) - 35 mm - 1,85:1 - son mono
- Genre : drame, thriller
- Durée : 117 minutes
- Dates de sortie[2] : 
  - États-Unis : 12 février 1982 (sortie limitée)
  - France : 19 mai 1982 (festival de Cannes) ; 26 mai 1982 (sortie nationale)
- Affiche : Jouineau Bourduge (France)

## Distribution
- Jack Lemmon (VF : Daniel Gélin) : Edmund « Ed » Horman (en)
- Sissy Spacek (VF : Micky Sébastian) : Beth Horman (en)
- Melanie Mayron : Terry Simon
- John Shea : Charles « Charlie » Horman (en)
- Charles Cioffi : capitaine Ray Tower
- David Clennon : Phil Putnam, le consul
- Richard Venture : l'ambassadeur américain
- Jerry Hardin : Sean Patrick
- Richard Bradford : Andrew Babcock
- Joe Regalbuto : Frank Teruggi (en)
- Keith Szarabajka : David Holloway
- John Doolittle : David McGeary
- Janice Rule : Kate Newman, la journaliste
- Ward Costello (en) : un membre du Congrès
- Hansford Rowe (en) : un sénateur
- Tina Romero : Maria
- Martin LaSalle : Paris
- Jorge Russek : Espinoza

## Production
Les « véritables » Ed et Joyce Horman (renommée Beth dans le film) ont étroitement collaboré avec Costa-Gavras, Jack Lemmon et Sissy Spacek durant la production du film.
Le tournage se déroule au Mexique, notamment à Mexico, à Acapulco ou encore dans les studios Churubusco. La production a voulu rester dans le plus grand secret car le sujet du film était alors matière à controverse.

## Musique
La musique du film est composée par Vangelis. Aucun album officiel n'est commercialisé. Le thème principal apparait cependant sur la compilation Themes de Vangelis sortie en 1989.

## Distinctions

### Récompenses
- Festival de Cannes 1982 : Palme d'or et Prix d'interprétation masculine pour Jack Lemmon
- Oscars 1983 : meilleur scénario adapté

### Nominations
- Oscars 1983 : meilleur film, meilleur acteur (Jack Lemmon) et meilleure actrice (Sissy Spacek)

## Commentaires
- À sa sortie, le film a été interdit au Chili[3].
- Après la mort du dictateur Augusto Pinochet, en décembre 2006, Costa-Gavras et Joyce Horman ont déclaré regretter le fait qu'il n'ait pas subi de procès[3].
- Nathaniel Davis (en), qui est dépeint sous le nom de Ray Tower (joué par Charles Cioffi), a poursuivi la société Universal Pictures et le réalisateur Costa-Gavras après la sortie du film. Il les accusait de pamphlet diffamatoire, demandant 150 000 000 $ de dommages et intérêts. La cause s'est terminée par un non-lieu.
- Quelques années après la sortie du film, les tests ADN ont démontré que le corps rendu par le gouvernement chilien (la scène finale du film) n'était pas celui de Charles Horman.
- Joyce Horman continue toujours son enquête pour connaitre la vérité sur l'arrestation et le meurtre de son mari. L'ex-ministre de la Défense Hermán Julio Brady Roche a notamment été accusé d'avoir ordonné le meurtre.